# Antanas Lingis
Antanas Lingis (26 dicembre 1905 – 6 giugno 1941) è stato un calciatore lituano, di ruolo attaccante.

## Biografia
Personaggio dal carattere imprevedibile, si rendeva spesso protagonista di azioni violente sul campo. Per mantenersi, Lingis lavorava presso una filiale della Žemės ūkio banke (Banca dell'Agricoltura) a Kaunas e fece parte del 4º reggimento artiglieria. La mattina del 12 dicembre 1932, Lingis provò a suicidarsi, sparandosi un colpo di pistola al cuore. La motivazione che diede ai medici fu: Sono stanco di vivere. Morì a soli 35 anni, il 6 giugno 1941, dopo una lunga malattia.

## Caratteristiche tecniche
Lingis fu una punta veloce, tecnica e dal tiro preciso. Bravo sia con la testa che con i piedi.

## Carriera

### Club
Ha giocato in Lituania. Vinse il campionato nel 1926, con il Kovas Kaunas, nel 1932, con il LFLS Kaunas, e nel 1934 con il Maistas Kaunas.

### Nazionale
Lingis esordì in Nazionale il 25 luglio 1928 in una partita di Coppa del Baltico contro la Lettonia. In totale, Lingis ha preso parte a sei edizioni della Coppa del Baltico.
Lingis ha detenuto, per oltre settant'anni, il record di marcature con la casacca della Lituania, finché non è stato superato, nel 2007, da Tomas Danilevičius.

## Palmarès

### Club
- Campionato lituano: 1

LFLS Kaunas: 1932

### Nazionale
- Coppa del Baltico: 2

1930, 1935

#### Individuale
- Capocannoniere della Coppa del Baltico: 1

1935 (2 reti)